# تاندووان
تاندووان (به لاتین: Tanduvan) یک منطقهٔ مسکونی در سری‌لانکا است که در استان شمالی (سری‌لانکا) واقع شده‌است.